# Parc des expositions de Paris-Nord - Villepinte
Le parc des expositions de Paris-Nord - Villepinte, également appelé parc des expositions de Villepinte, inauguré en décembre 1982, est un ensemble de bâtiments destiné à accueillir des salons, et situé en majeure partie sur le territoire de la commune de Villepinte, en face de la zone d'activités Paris-Nord 2. Son emprise globale au sol est de 135 hectares.
Avec une surface d'exposition de 242 200 m2 pour neuf halls en 2010, le parc des expositions de Villepinte est classé au 1er rang français (devant celui de la Porte de Versailles, à Paris) selon la chambre de commerce et d'industrie de Paris, et au 6e rang européen. Le parc des expositions est géré par la société Viparis. Il a reçu plus de deux millions de visiteurs en 2013, pour 407 salons (dont 32 salons internationaux) et 1 013 congrès.
Le parc des expositions accueille des salons pour les professionnels, et d'autres destinés au grand public. Il accueille également des congrès et conventions politiques, culturels ou religieux.

## Historique
La construction du parc des expositions s'est faite sous la direction de la chambre de commerce et d'industrie de Paris, et sous maîtrise d'ouvrage de la société immobilière du Palais des congrès. Le projet a été conçu en 1980 par l’architecte François-Régis Pelletrat avec sa société d’architecture CAR, qui a conçu et réalisé les 240 000 m2 de bâtiments construits entre 1980 et 1992, dont la grande galerie d’accueil en verre de 300 mètres de long qui donne accès à trois centres de conférence et aux halls d'exposition numérotés de 1 à 6 ,.
L'inauguration a eu lieu en décembre 1982.
Depuis sa création, la surface utile d'exposition est passée de 70 000 m2 en 1982 à 242 000 m2 en 2010, avec neuf halls, et devrait progressivement atteindre 350 000 m2 à terme, empiétant sur le territoire de la commune voisine de Tremblay-en-France.
Dans le cadre des Jeux olympiques d'été de 2024, le site est sélectionné pour recevoir la phase préliminaire des épreuves de boxe, l’épreuve de classement d’escrime du pentathlon moderne ainsi que les compétitions de volley-ball assis des Jeux Paralympiques,.

## Liste des halls d'exposition

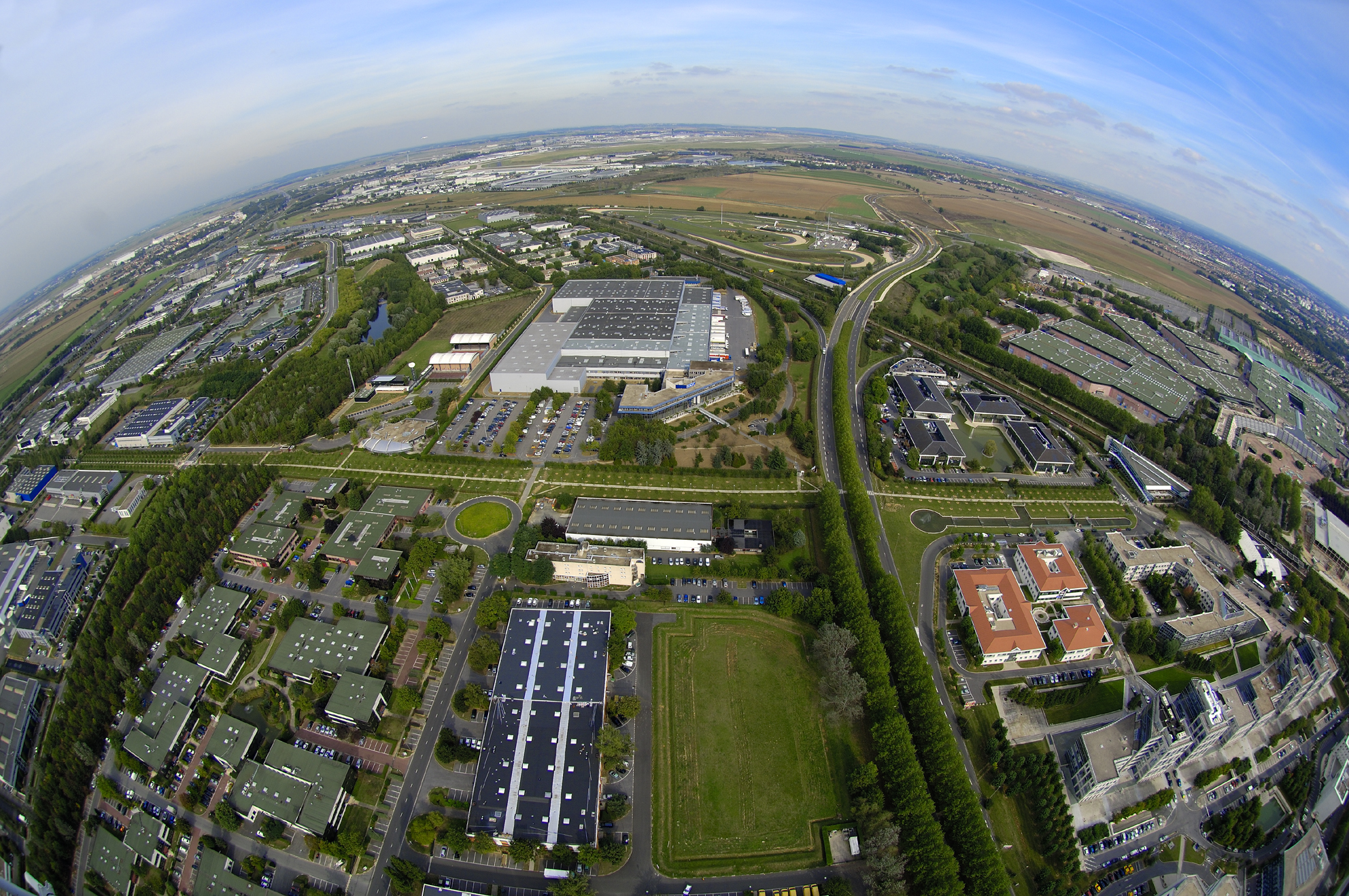
Vue aérienne du parc sur la droite (bâtiments au toit vert) et du circuit Carole au-dessus.

Le parc des expositions est divisé en neuf halls d'exposition :
- Hall 1, 16 500 m2 ;
- Hall 2, 16 500 m2 ;
- Hall 3, 19 300 m2 ;
- Hall 4, 19 300 m2 ;
- Hall 5A, 47 900 m2 ;
- Hall 5B, 26 600 m2 ;
- Hall 6, 45 500 m2 ;
- Hall 7, 35 500 m2 ;
- Hall 8, 15 000 m2.

Une galerie de liaison de plain-pied relie les halls 1 à 7, depuis l'inauguration de son prolongement, en 2014.

## Centre de convention et espaces de restauration
- 42 salles de réunion

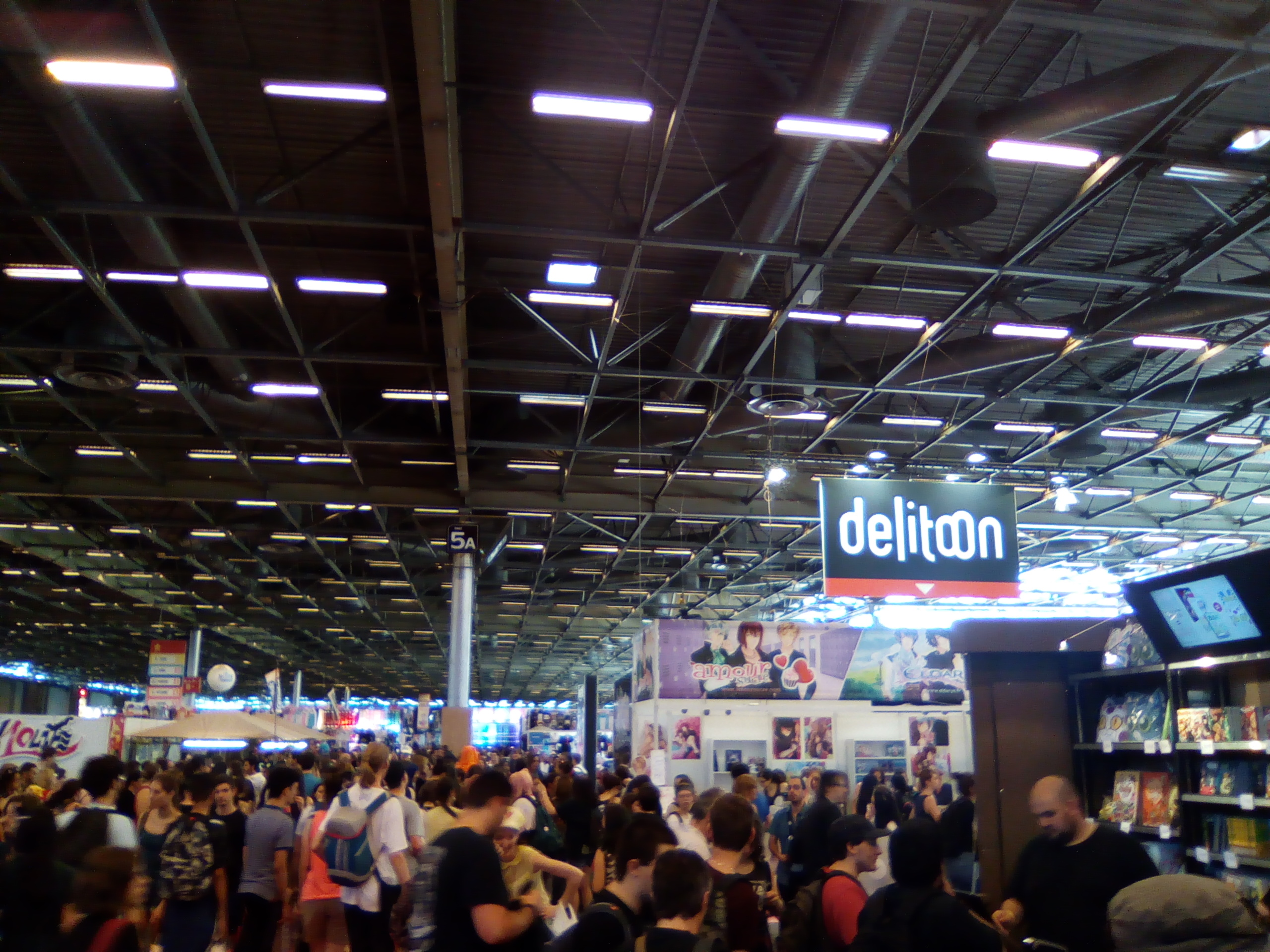
La Japan Expo au Parc des expositions de Villepinte.

- 2 amphithéâtres : 170 et 630 places
- 20 restaurants
- 22 bars

## Transports
Le parc des expositions de Paris-Nord - Villepinte bénéficie de la proximité de l'aéroport de Paris-Charles-de-Gaulle, directement accessible par différents modes de transport (routes, autoroutes, RER, réseaux de bus).
Par la route, l’accès s’effectue via :
- l’A104 ;
  -  1 Parc des Expositions Paris-Nord 2/Exposants,
  -  2 Parc des Expositions Paris-Nord 2/Visiteurs ;
- la route départementale 40 ;
- les autoroutes A1 et A3 situées à proximité.

Par les transports en commun, l'accès s'effectue par :
- la gare du Parc des Expositions du RER B (branche B3 Roissy - Aéroport Charles-de-Gaulle 2 TGV) ;
- 7 lignes d'autobus : 
  - Réseau de bus TRA, ligne 641,
  - Réseau de bus Roissy Ouest, ligne 20,
  - Réseau de bus Terres d'Envol, lignes 39 et T'Bus,
  - Réseau de bus RATP, ligne 350.

Un système de transport hectométrique de type SK permettait de relier les parkings à la surface d'exposition, à compter de 1986. Il n'est plus en fonctionnement aujourd'hui.